# MetroLink (St. Louis)
MetroLink is het semimetronet in de Amerikaanse stad St. Louis. Het normaalsporige lightrail-net met een lengte van 74 kilometer wordt door Metro Transit geëxploiteerd.

## Geschiedenis
In 1874 werd een tunnel voor het hoofdspoornet -de zogenaamde Downtown Tunnel- onder de binnenstad geopend. Doordat spoorwegmaterieel steeds groter werd, is de tunnel voor passagiers- en vrachttreinen in 1974 gesloten. In 1987 is -ter verbetering van het milieu- besloten in de regio St. Louis een lightrail netwerk aan te leggen met gebruik making van de Downtown Tunnel.

### Tramnet
Vervoer ging in 1859 met paardentrams van start; in 1868 werd een aparte stoomtramlijn geopend. Vervoerscijfers stegen tot recordhoogte in 1920, waarna langzaam een daling inzette, maar tussen 1940 en 1946 werden door de St. Louis Public Service Co. nog 300 PCC-cars besteld. De aanleg van de snelweg I-70 dwars door het centrum zorgde voor opheffing van veel tramlijnen, zodat het tramnet medio 1966 verdwenen was. In 2018 werd een cirkel traject van 3,5 km geopend waar op -met een hiatus van 2019 tot 2022- met museumtrams wordt gereden.

## Netwerk
Het netwerk bestaat uit (in 2025) twee lijnen, te weten de Red Line en de Blue Line. Een project voor de derde lijn (de Green Line) is uiteindelijk in 2024 in de ijskast gezet.

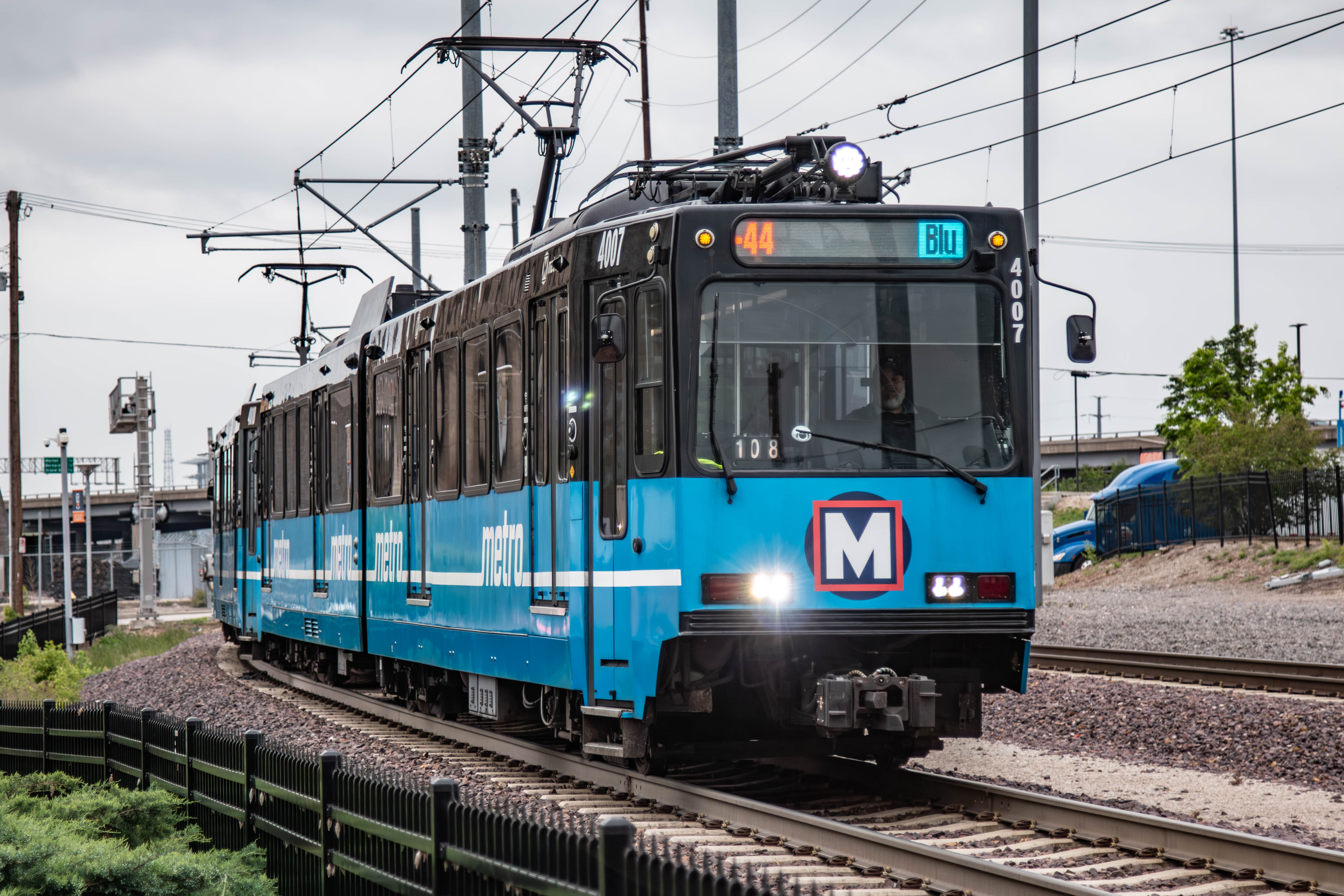
Gerenoveerde trams type SD460.

## Materieel
In St. Louis is het gebruikelijk om voor elk nieuw tramtype de naam van de fabrikant te gebruiken met voor elk nieuw type. Het overzicht is van 2025: het gaat in alle gevallen om zesassers met een hoge vloer.

### Huidig
- Siemens SD400 Tussen 1991 en 1993 werden door Siemens 31 stuks geleverd.
- Siemens SD460 Tussen 1999 en 2005 werden door Siemens 56 stuks geleverd.

### Voormalig
- Siemens SD200 Vanaf 2027 worden door Siemens 55 stuks geleverd.